# The Age of Wonder
The Age of Wonder: How the Romantic Generation Discovered the Beauty and Terror of Science é um livro biográfico popular de 2008 sobre a história da ciência escrito por Richard Holmes. Nele, o autor descreve as descobertas científicas dos polímatas do final do século XVIII e como esse período formou a base para as descobertas científicas modernas.  Holmes, um biógrafo literário, também analisa a influência da ciência nas artes na era romântica. O livro ganhou o Royal Society Prize for Science Books de 2009, o National Book Critics Circle Award for General Nonfiction de 2009 e o National Academies Communication Award de 2010.

## Visão geral
Holmes se concentra particularmente nas vidas e obras de Sir Joseph Banks, dos astrônomos William and Caroline Herschel, e do químico Humphry Davy. Outros perfis incluem o explorador africano Mungo Park. Há um capítulo sobre o início da história do balonismo, incluindo os pioneiros Jean-François Pilâtre de Rozier, Vincent Lunardi, Jean-Pierre Blanchard e James Sadler.
Ele também descreve as relações entre os cientistas da época e os primeiros dias da Royal Society. Um tema recorrente do livro é a relação entre ciência e poesia na era romântica. John Keats, em "On First Looking into Chapman's Homer", compara seu primeiro encontro com a poesia de Homero à descoberta de Urano por Herschel: "Então me senti como algum observador dos céus/ Quando um novo planeta nada em seu ken". Holmes escreve que "Entre outras coisas, Keats combinou ciência e poesia de uma maneira nova e intensamente emocionante". (207) Keats expressaria sentimentos negativos sobre a ciência em "Lamia", onde acusou Newton, ao "destecer o arco-íris", de reduzi-lo "ao catálogo maçante de coisas comuns". Outro poeta romântico, Samuel Taylor Coleridge, disse que assistiu às palestras de Humphry Davy "para ampliar meu estoque de metáforas". Davy, Mungo Park e o explorador do Ártico William Parry são aludidos por Byron em seu épico satírico Don Juan como emblemas da época.
Holmes analisa como os debates em torno do vitalismo contribuíram para o Frankenstein de Mary Shelley: "O brilhantismo de Mary foi ver que essas ideias pesadas e muitas vezes alarmantes podiam receber forma altamente sugestiva, imaginativa e até lúdica... Ela desenvolveria exatamente o que William Lawrence havia rejeitado em suas palestras como uma "hipótese ou ficção". Na verdade, era para ser uma forma totalmente nova de ficção – o romance de ficção científica." (327)
Holmes encerra sua narrativa com viagens de descoberta. Foi inaugurado em 1769, com Joseph Banks viajando para o Tahiti no HMS Endeavour. No último capítulo, ele descreve o estabelecimento de John Herschel de um observatório na Cidade do Cabo para catalogar as estrelas do hemisfério sul em 1833. Em 1836, Herschel recebeu a visita de um jovem Charles Darwin, retornando das Galápagos no HMS Beagle.
O livro foi publicado pela HarperCollins em 2008, no Reino Unido, e pela Pantheon, nos EUA, em 2009.

## Recepção
O livro recebeu críticas muito boas, e fez várias listas de Melhores Livros de 2009, incluindo a lista dos Dez Melhores do New York Times. Mike Jay do Daily Telegraph escreveu: "Os cientistas, como os poetas, precisam de um senso de admiração, um senso de humildade e um senso de humor. Holmes tem os três em abundância". Peter Forbes do The Independent escreveu sobre o livro:
"Seu coração – as histórias ligadas de Banks, Herschel e Davy – é emocionante: um retrato de aventura ousada entre as estrelas, através dos oceanos, profundamente na matéria, na poesia e na psique humana"